# Histoires courtes de Tif et Tondu
 (août 2025).
Motif : TI sans source
- Archive Wikiwix
- Bing
- Cairn
- DuckDuckGo
- E. Universalis
- Gallica
- Google
- G. Books
- G. News
- G. Scholar
- Persée
- Qwant
- (zh) Baidu
- (ru) Yandex
- (wd) trouver des œuvres sur Wikidata

| 1. | Préciser le motif de la pose du bandeau. | Précisez le motif de la pose du bandeau en utilisant la syntaxe suivante : {{admissibilité à vérifier\|date=août 2025\|motif=remplacez ce texte par le motif}}                                         |
| 2. | Informer les utilisateurs concernés.     | Pensez à avertir le créateur de l'article, par exemple, en insérant le code ci-dessous sur sa page de discussion : {{subst:avertissement admissibilité à vérifier\|Histoires courtes de Tif et Tondu}} |

 (juin 2023).
- Si vous ne connaissez pas le sujet, laissez ce bandeau (vous pouvez alors contacter les auteurs).
- Si vous supprimez le contenu mis en cause (vous pouvez préalablement contacter les auteurs),

argumentez précisément cette suppression dans la page de discussion
(un manque de référence n'est pas un argument ; une recherche réelle de référence doit avoir été effectuée, être formellement documentée).
Cette page présente les histoires courtes de Tif et Tondu.

## Bombe à la gare
Bombe à la gare est la trente-deuxième histoire de la série Tif et Tondu de Will et Maurice Rosy. Elle est publiée pour la première fois dans le journal Risque-Tout no 4. Sa première édition en album date de 1986, dans Le Fantôme du samouraï.

### Résumé
Tif et Tondu rentrent de Glötz, capitale de la Boldoflorie (un pays des Balkans), à Paris. Comme le duc Vlogomir, un éminent diplomate, va également prendre leur train, deux conspirateurs tentent d'y introduire une bombe en échangeant leur valise avec celle de Tif. Tif et Tondu s'en aperçoivent au poids (Tif avait acheté des encyclopédies locales) et courent prévenir la police, mais entre-temps, les conspirateurs ont appris que l'opération était annulée, aussi ont-ils de nouveau échangé les bagages. De contre-ordres en méprises, on finit par arrêter les conjurés, et le duc offre aux deux amis de les ramener lui-même à Paris dans son wagon privé. Mais Tif a embarqué la mauvaise valise ! Il la balance juste à temps par la fenêtre et tous trois, en haillons dans le wagon ratiboisé, se félicitent quand même d'en avoir réchappé.

## L'aventure est au coin de la pompe
L'aventure est au coin de la pompe est la trente-troisième histoire de la série Tif et Tondu de Will et Maurice Rosy. Elle est publiée pour la première fois dans le journal Risque-Tout no 13. Sa première édition en album date de 1986, dans Le Fantôme du samouraï.

### Résumé
Leur voiture étant tombée en panne de radiateur, Tif et Tondu tentent d'actionner une vieille pompe à main, mais en vain. Tondu s'en va (sous la pluie !) chercher de l'eau à une masure voisine. Il se fait éconduire, et à son retour la voiture et Tif ont disparu ! Il revient à la maison et y trouve Tif prisonnier de bandits qui le capturent aussi. En réalité, la pompe sert de signal à un ascenseur qui escamote les voitures de la bande. Les malfaiteurs comptent éliminer les deux amis, mais Tondu déclenche un incendie et en profite pour les neutraliser. La police alertée, les arrête… ce qui n'empêche pas Tif et Tondu de toujours être à sec.

## Fric frac en fanfare
Fric frac en fanfare est la trente-quatrième histoire de la série Tif et Tondu de Will et Maurice Rosy. Elle est publiée pour la première fois dans le journal Risque-Tout no 20. Sa première édition en album date de 1986, dans Le Fantôme du samouraï.

### Résumé
Une fanfare complète, et très peu douée, empêche Tif et Tondu de profiter de leur repos dans un hôtel de la Côte d'Azur; en réalité, ce sont des perceurs de coffres qui masquent ainsi leurs efforts pour casser le mur de la banque voisine. Le gérant mélomane refusant de s'impliquer, Tondu décide de faire une farce aux musiciens pour se venger, sans qu'on sache laquelle. Tif quant à lui, préfère la confrontation directe. Les faux musiciens l'assomment, avant de se bagarrer avec Tondu. Trahissant ses comparses, le chef de la bande s'enfuit alors avec le butin… mais un bruit étrange attire sur lui l'attention de gendarmes. En effet, Tondu a attaché une trompette à son pot d'échappement ! La bande coffrée, Tif et Tondu repartent. Tif propose de mettre la radio; Tondu refuse, il en a assez de la musique !

## Tif et Tondu démasquent Choc
Tif et Tondu démasquent Choc est la trente-sixième histoire de la série Tif et Tondu de Will. Elle est publiée pour la première fois dans le journal Spirou no 1000.

### Résumé
Cette histoire (si l'on peut dire) en cinq images met en scène, dans un décor futuriste, Tif et Tondu vieillis et vêtus de tenues spatiales. Ils coursent Choc et le démasquent, mais le lecteur ne le voit que de dos ! Suit l'annonce que ce secret sera dévoilé « bientôt »… dans le numéro 2001.

### Publications
Cette courte page était un gag pour le numéro 1000 de Spirou. On la trouve dans un album en ligne intitulé Les Pages oubliées.

## La Boîte à Tondu
La Boîte à Tondu est la quarante-sixième histoire de la série Tif et Tondu de Will et Maurice Rosy. Elle est publiée pour la première fois dans le journal Spirou no 1503.

### Résumé
En rangeant le grenier, Tif et Tondu trouvent une boîte ayant appartenu à un oncle prestidigitateur. La boîte a pour particularité de retenir prisonnière la main (ou le pied) de sa victime. Tif, Tondu, et un pauvre facteur très pleurnichard vont vivre des péripéties absurdes, surtout quand une autre boîte est retrouvée.

### Publications
L'histoire paraît dans le volume Tif et Tondu en Amérique centrale.

## À 33 pas du mystère
À 33 pas du mystère est la cinquante-et-unième histoire de la série Tif et Tondu de Will et Maurice Tillieux. Elle est publiée pour la première fois dans le journal Spirou no 1682.

### Résumé
Le nouveau comte de Casteljac engage Tif et Tondu pour résoudre l'énigme de son oncle disparu et ainsi retrouver son héritage de vingt millions en bijoux. Tondu devine que l'énigme indique un puits, Tif plonge pour effectivement trouver les bijoux… ainsi que le corps du défunt. Casteljac tente de les tuer, mais Tondu sur ses gardes, le désarme et l'accuse d'avoir tué son oncle pour hériter, ignorant que les bijoux étaient là où il a jeté le corps.

### Publications
L'histoire paraît dans le volume Tif et Tondu en Amérique centrale.

## L'Image de Choc
L'Image de Choc est la soixantième histoire de la série Tif et Tondu de Will et Maurice Rosy. Elle est publiée pour la première fois dans le journal Spirou no 2001 (1976). Elle fait suite au gag Tif et Tondu démasquent Choc du numéro 1000.

### Résumé
Un employé aigri de Choc appelle Tif et Tondu pour leur apprendre qu'il est disposé à leur montrer une photo de Choc sans son célèbre heaume. Choc survient et tire ; l'homme s'enfuit dans le parc de la demeure. Retrouvé, il va être exécuté quand Tif et Tondu arrivent. Choc fuit grâce à un fumigène, sans pouvoir récupérer la photo. Tif et Tondu la ramassent : c'est bien celle de Choc… petit bébé.

### Publications
On trouve cette courte histoire de deux pages dans un album en ligne intitulé Les Pages oubliées.

## Dangereuse Programmation
Dangereuse Programmation est la soixantième-sixième histoire de la série Tif et Tondu de Will, Éric Maltaite et Stephen Desberg. Elle est publiée pour la première fois dans le journal Spirou no 2285 (1982). Sa première édition en album date de 1986, dans Le Fantôme du samouraï.

### Résumé
Confrontés à une bande de braqueurs, Tif et Tondu comprennent qu'elle reste insaisissable grâce aux caméras volées par Verdant à M. Vendès (cf. Échecs et match), qui calculent leurs chemins de fuite. Un émetteur collé sur la voiture des malfaiteurs, les mène à la propriété de Dulfour, riche génie de l'électronique. Celui-ci laisse Tondu franchir ses défenses, puis, confiant, il lui déclare qu'il a fait tout cela pour prouver la puissance de ses programmes, et que, à présent qu'il s'est assez amusé, il va… rendre l'argent. Tondu ne le croit guère, mais le temps qu'il convainque l'inspecteur Basson de perquisitionner, Dulfour a effacé toutes les preuves. Pour une fois, Tondu a perdu…

## La Fin de Tif et Tondu
La Fin de Tif et Tondu est la soixantième-septième histoire de la série Tif et Tondu de Will et Stephen Desberg. Elle est publiée pour la première fois dans le journal Spirou no 2295 (1982).

### Résumé
Verdant, le maître-truqueur de l'album Échecs et match, s'est évadé de sa prison aux Etats-Unis. Lui et Kartz (vu dans Perforations) imaginent divers moyens de se venger de Tif et Tondu : accident de bateau, mitraillette, androïde-bombe, défenestration (avec, cerise sur le gâteau, la mère de Tondu; mais celle-ci n'est plus en vie), et même un requin dans leur piscine! Mais c'est alors que la police les retrouve, avec l'aide de Tif et Tondu. Verdant retourne en prison, où il cauchemarde chaque nuit que ses ennemis sont bien portants et qu'il ne peut toujours pas leur nuire.

### Publication
- Spirou no 2295 (1982)

## Les Guerriers Dogons
Les Guerriers Dogons est la quatre-vingt-unième histoire de la série Tif et Tondu d'Alain Sikorski et Denis Lapière. Elle est publiée pour la première fois dans le journal Spirou no 2815 (1992).

### Résumé
Mona, l'amie de Tif et Tondu, a été cambriolée : on lui a volé ses quatre plus belles statuettes d'art dogon. Tif et Tondu, tout en gérant leurs clients et leurs ennuis de serrure, ont tôt fait de retrouver le voleur, car il a fait la bêtise de téléphoner chez lui depuis l'appartement de Mona.
Ce jeune homme pas dégourdi, au chômage depuis des mois, a accepté de voler les statuettes pour un gros collectionneur. Son but final était de continuer à faire croire à sa vieille mère qu'il avait encore un emploi.
L'affaire est résolue (sans doute à l'amiable), mais Tif et Tondu auront du mal à clore le dossier ce jour-là, car leur serrure finit de rendre l'âme à ce moment précis… La vie continue.

### Publications
- Spirou no 2815 (1992)
- Tif et Tondu n°40, Prise d'otages

## Monsieur Romanov
Monsieur Romanov est la quatre-vingt-troisième histoire de la série Tif et Tondu d'Alain Sikorski et Denis Lapière. Elle est publiée pour la première fois dans le journal Spirou no 2830 (1992).

### Résumé
À la suite d'une tentative d'intrusion, le directeur du zoo fait appel à Tif et Tondu. Une nuit, le rôdeur revient et introduit un chat dans la volière, afin de faire diversion pendant qu'il s'empare d'un petit singe. Tondu le rattrape cependant, mais il se fait assommer. Tif le venge en stoppant l'agresseur : c'est un petit voyou, engagé par un certain monsieur Romanof (sic) pour enlever le singe.
Tif, Tondu et le directeur vont voir Romanof, un retraité paisible. Ce dernier leur avoue que le singe en question, Hérode, est son seul ami, il lui fait la fête à chaque visite, aussi a-t-il voulu empêcher qu'il soit envoyé au zoo de Boston.
Le directeur ému, décide d'envoyer un autre singe à Boston et de donner à Romanof une place de bénévole, pour qu'il puisse voir Hérode chaque jour gratuitement.

### Publications
- Spirou no 2830 (1992)
- Tif et Tondu n°40, Prise d'otages